# Стамбульский погром
Стамбу́льский погро́м (греч. Σεπτεμβριανά Септемвриана — «Сентябрьские события», тур. 6–7 Eylül Olayları, Алты-Йеди Эйлюль Олайлары — «События 6-7 сентября») — последний массовый погром на территории Турции, направленный против греческого меньшинства Стамбула. Произошел 6-7 сентября 1955 года.

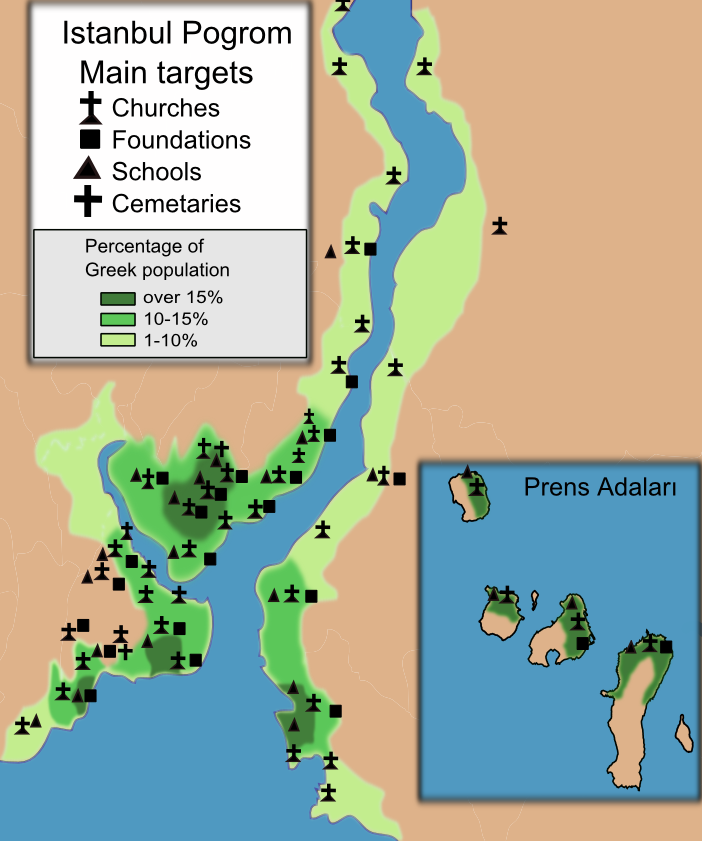
Погром греческого населения в Стамбуле и на Принцевых островах в 1955 году.

## Предыстория
На протяжении XIX—XX веков погромы, направленные против христиан, в частности, греков в Османской империи происходили нередко. С 1914-го по 1923 год массовое насилие против греческого населения приняло систематический характер и поощрялось сначала администрацией империи а затем и правительством Анкары. События тех лет вошли в историю как геноцид греков, унеся сотни тысяч жизней.
Греки империи также устраивали погромы против турок (резня на Пелопоннесе; Наваринская резня). Они приводили к меньшему количеству жертв из-за отсутствия доступа к силовым ресурсам империи и локального характера. Впоследствии межнациональная обстановка не раз накалялась в начале XX века (Первая Балканская война, Первая греко-турецкая война, Вторая греко-турецкая война).
Греко-турецкий обмен населением, проведённый с помощью европейских держав в 1922—1924 годах, привёл к постепенной гомогенизации населения двух Балканских стран. Однако сохранялись очаги напряжённости, обусловленные пунктами-исключениями самого договора. Так, из обмена населением, из различных историко-культурных соображений были исключены греки-христиане Константинополя — на тот момент около 270 тыс. человек (40 % населения города, в котором до XV века греки абсолютно преобладали), островов (Имброс/Гёкчеада) и (Тенедос/Бозджаада), а также мусульмане (турки, помаки и цыгане) Западной Фракии (около 86 тыс.). Сохранилось мусульманское население Кипра — тогда британского — и Додеканесских островов (в первую очередь Родоса) — тогда под управлением Италии.
Мусульманское меньшинство Греции сохранило свой официальный статус, родной язык и даже свой численный перевес в районах традиционного проживания (например, в округе Ксанти — 51,7 % населения по данным переписи 2001 года) благодаря высокому естественному приросту. Греческое же население Стамбула в результате эмиграции в период между 1925 и 1955 годами сократилось с 270 тыс. (39,6 %) до 100 тысяч (7,8 %). К 1955 году в городе осталось не более 100 000 греков, более половины которых покинули Турцию после погрома.

## Ход событий

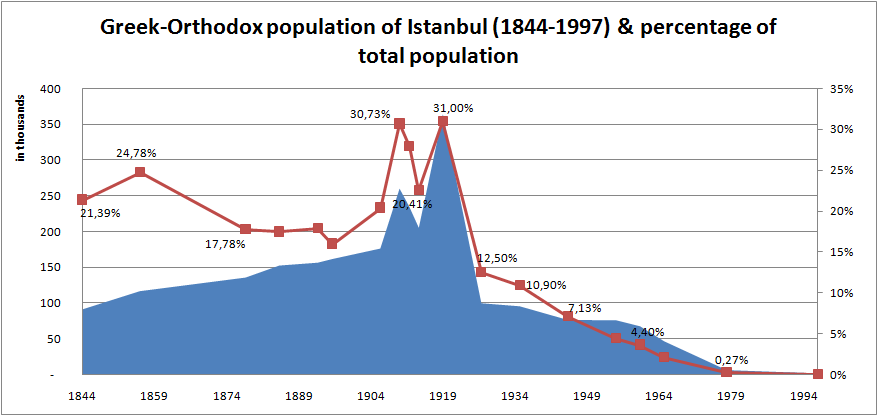
Греческое население в Стамбуле и процентная доля населения города (1844—1997). Политика Турции после 1923 г. фактически привела к уничтожению греческой общины.

В ходе беспорядков, по турецким данным, погибли от 11 до 15 греков (включая двух священников). Оценки количества жертв в независимых источниках включают список из 37-и погибших. Нападению подверглись 4214 жилых дома, 73 церкви, 1 синагога, 2 монастыря и 26 школ. Согласно отчетам Генерального консульства Германии, экономические потери составили 150 миллионов турецких лир по уровню цен 1955 года. 96 миллионов ущерба пришлось на имущество граждан Греции и греко-православных граждан Турции. 35 миллионов на имущество церквей и 18 миллионов турецких лир на имущество других пострадавших от погрома меньшинств (армян и евреев), а также иностранцев.
Беспорядки затронули и другие города Турции, в первую очередь — Измир, где пострадали семьи греческих офицеров, находившихся при штабе НАТО в городе.

## Причастные
После переворота 1960 года одним из обвинений хунты, предъявленных президенту Аднану Мендересу, была организация погрома. Правительство Демократической партии не могло совладать с экономическими трудностями и перенаправляло гнев населения на международные споры вокруг Кипра и греческое сообщество, игравшее важную роль в деловой жизни. К организации погрома были причастны турецкие спецслужбы (Контргерилья, Тактическая мобилизационная группа) и сама правящая партия, предваряя его кампанией фальшивых новостей, обвинявшей греков в теракте в консульстве Турции в Салониках, размещавшемся в родном доме Ататюрка (на деле бомба была заложена 20-летним турецким студентом Октаем Энгином, затем сделавшим карьеру в турецкой полиции и политике). После погрома были арестованы 3151 человек, затем число задержанных возросло до 5104. Сами власти поначалу попытались переложить ответственность на нелегальную Коммунистическую партию, а также на ассоциацию «Кипр — турецкий». 34 профсоюза были распущены, 12 сентября были арестованы многие коммунисты (в том числе Азиз Несин и Кемаль Тахир), используя в качестве предлога брошюры КПТ и письма Назыма Хикмета с призывами к кипрским трудящимся противостоять империализму. После речи лидера оппозиции Исмета Инёню с осуждением облав на невиновных вместо настоящих погромщиков коммунистов отпустили в декабре 1957 года. Остававашиеся заключённые были освобождены 12 января 1957 года за отсутствием доказательств. Есть также версия, о которой в частности пишет известный турецкий публицист Зейнеп Караташ, что толпы погромщиков были организованы турецкой армией с целью совершения переворота.

## Последствия
К 1965 году греческое население Стамбула сократилось до 48 тыс. человек (2,8 %). По данным за 2000 год в городе проживало лишь 2 тыс. греков.
Острова Имброс (Гёкчеада) и Тенедос (Бозджаада) были вскоре заселены турками, где соответственно осталось 250 и 25 коренных греческих жителей, а употребление греческого языка в школе и администрации было запрещено и школы закрыты с 1975 года.
При этом в самой Греции (регион Западная Фракия) образование на турецком языке сохраняется и в наши дни. Параллельно происходил численный рост турецко-мусульманской диаспоры в Греции, которая сейчас оценивается в 120 тыс. человек.